# QuickShot
QuickShot är ett företag som tillverkar tillbehör till datorer och TV-spel. Företaget startades 1983 och började med att tillverka joysticks till samtida datorer. Företaget ägs av Toyo Holding Ltd.